# Cornelis Theodorus Elout
Cornelis Theodorus Elout, né à Haarlem le 22 mars 1767 et mort à La Haye le 3 mai 1841, est un homme politique néerlandais. Il est le père de Cornelis Pieter Jacob Elout.

## Mandats et fonctions
- Membre du conseil municipal de Rotterdam : 1805-1808
- Membre du comité pour la composition d'un code pénal : 1807
- Membre du Conseil d'État : 1806-1810, 1814
- Président de la section de la Guerre et de la Marine au Conseil d'État : 1808
- Membre du Conseil pour les affaires de Hollande à Paris : 1810
- Membre de la Commission constitutionnelle : 1813-1814, 1815
- Commissaire général des Indes orientales néerlandaises : 1816-1819
- Ministre des Finances : 1821-1824
- Ministre de l'Industrie nationale et des Colonies : 1824-1825
- Ministre de la Marine et des Colonies : 1825-1829
- Ministre d'État : 1829-1941

## Sources
- Mr. C.Th. Elout

- Notices dans des dictionnaires ou encyclopédies généralistes :   - Biografisch Portaal van Nederland
  - Deutsche Biographie
- Notices d'autorité :   - VIAF
  - ISNI
  - GND
  - Belgique
  - Pays-Bas